# Skepptuna församling
Skepptuna församling är en församling i Märsta pastorat i Upplands södra kontrakt i Uppsala stift i Svenska kyrkan. Församlingen ligger i Sigtuna kommun i Stockholms län.

## Administrativ historik
Församlingen har medeltida ursprung.  
Församlingen utgjorde under medeltiden ett eget pastorat för att därefter till 1972 vara moderförsamling i pastoratet Skepptuna och Lunda som 1962 utökades med Närtuna församling, Gottröra församling, Vidbo församling och Husby-Långhundra församling. Från 1972 till 1998 var den annexförsamling i pastoratet Odensala, Husby-Ärlinghundra, Skepptuna, Lunda och Vidbo. År 1998 gick Lunda församling och Vidbo församling upp i Skepptuna församling. Församlingen var från 1998 till 2002 annexförsamling i pastoratet Husby-Ärlinghundra, Norrsunda, Skepptuna och Valsta för att därefter ingå i Märsta pastorat.

## Kyrkor
- Skepptuna kyrka
- Lunda kyrka
- Vidbo kyrka.